# Maria Schicklgruber
Maria Anna Schicklgruber (n. 15 aprilie 1795, Strones⁠(d), Pölla⁠(d), Austria Inferioară, Austria – d. 7 ianuarie 1847, Kleinmotten⁠(d), Austria Inferioară, Austria) a fost mama lui Alois Hitler și bunica paternă a lui Adolf Hitler.

## Biografie

### Familie
Maria s-a născut în satul Strones din regiunea Waldviertel din Arhiducatul Austriei. A fost fiica fermierului Johannes Schicklgruber (29 mai 1764 – 12 noiembrie 1847) și Theresia Pfeisinger (7 septembrie 1769 – 11 noiembrie 1821). Maria era catolică; ceea ce se știe despre ea se bazează pe Biserică și alte înregistrări publice.
Maria a fost unul dintre cei unsprezece copii, dintre care doar șase au supraviețuit copilăriei. Copilăria ei a fost cea a unui copil țăran sărac într-o zonă rurală și în mare parte împădurită din partea de nord-vest a Austriei Inferioare, la nord-vest de Viena.
În 1821, mama Mariei a murit când Maria avea 26 de ani. A primit o moștenire de 74,25 florini, pe care a lăsat-o investită în Fondul Orfanilor până în 1838. Până atunci, s-a dublat la 165 de florini. La acea vreme, un porc de reproducție costa 4 florini, o vacă 10-12 florini și un han întreg poate 500 florini. Werner Maser a scris că era o „țărancă cumpătată, rezervată și excepțional de perspicace”.

### Nașterea lui Alois
În 1837, când avea 42 de ani și era încă necăsătorită, s-a născut singurul ei copil, Alois. Maser notează că a refuzat să dezvăluie cine era tatăl băiatului, așa că preotul l-a botezat pe copil Alois Schicklgruber și a înscris „ilegitim” în locul numelui tatălui în registrul de botez. Istoricii au discutat despre diverși candidați pentru tatăl lui Alois:
- Johann Georg Hiedler, care mai târziu s-a căsătorit cu Maria, al cărei nume a fost adăugat la certificatul de naștere mai târziu în viața lui Alois, și care a fost acceptat oficial de Germania nazistă ca tată al lui Alois (adică ca bunicul patern al lui Adolf Hitler).
- Johann Nepomuk Hiedler, fratele lui Johann Georg și unchiul vitreg al lui Alois, care l-a crescut pe Alois în adolescență și mai târziu i-a lăsat o parte considerabilă din economiile sale de o viață, dar care, dacă ar fi fost adevăratul tată al lui Alois, nu a găsit niciodată oportun să recunoască acest lucru public.
- un evreu pe nume Leopold Frankenberger, așa cum a raportat fostul nazist Hans Frank în timpul proceselor de la Nürnberg. Istoricii proeminenți resping ipoteza Frankenberger (care avea doar speculațiile lui Frank ca dovadă) ca fiind nefondată, deoarece nu existau familii evreiești în Graz în momentul în care Maria a rămas însărcinată.